# Lamellette

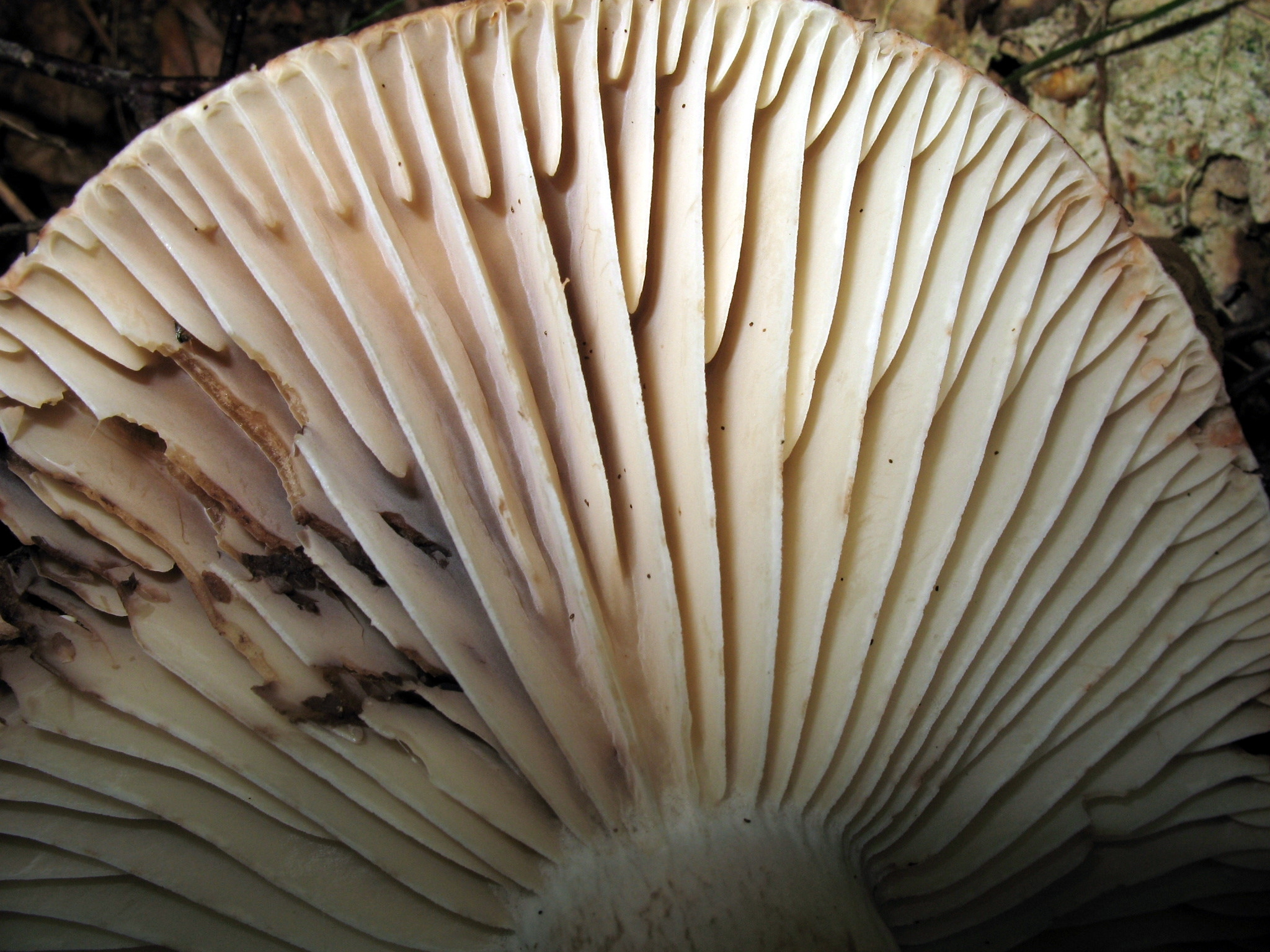
Der Dickblättrige Schwärz-Täubling ist ein Pilz, dessen Lamellen stark mit Lamelletten untermischt sind

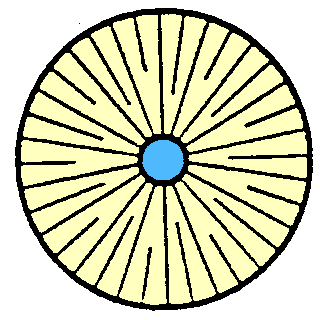
Pilz mit untermischten Lamellen

Als Lamelletten bezeichnet man die Zwischenlamellen bei Blätterpilzen. Sie befinden sich zwischen den eigentlichen Lamellen, können unterschiedlich lang sein, erreichen aber nie den Stiel. Treten bei einem Pilz neben den Lamellen auch Lamelletten auf, so spricht man auch von untermischten Lamellen. Lamellula, im Plural Lamellulae, ist die lateinische Bezeichnung für eine Lamellette oder Zwischenlamelle.